# Швайндорф
Швайндорф (нім. Schweindorf) — громада в Німеччині, розташована в землі Нижня Саксонія. Входить до складу району Віттмунд. Складова частина об'єднання громад Гольтрім.
Площа — 5,44 км2. Населення становить 735 ос. (станом на 31 грудня 2021).